# Münzkopfschmerz
Der Münzkopfschmerz (auch nummulärer Kopfschmerz) ist eine primäre Kopfschmerzerkrankung, bei der kontinuierlich oder phasenweise Schmerzen in einem umschriebenen Areal der Kopfhaut auftreten. Die Ursache dieses seltenen Kopfschmerzes ist ungeklärt.

## Symptome
Beim Münzkopfschmerz treten drückende oder stechende Schmerzen in einem Bereich der Kopfhaut auf. Das betroffene Areal wird von Menschen mit dieser Erkrankung als kreisförmig oder oval beschrieben und kann genau abgegrenzt werden. In mehr als der Hälfte der Fälle treten die Schmerzen parietal, d. h. über dem Scheitelbein auf. Die Intensität dieser Schmerzen ist meist gering bis mäßig, seltener sind dauerhaft starke Schmerzen möglich. Auch Phasen mit aufgesetzten starken Schmerzen bei sonst geringerer Schmerzintensität treten auf. Bei etwa zwei Drittel der Betroffenen bestehen die Beschwerden kontinuierlich. In den verbleibenden Fällen ist die Symptomdauer sehr variabel, sie reicht von Sekunden bis Tagen. Etwa die Hälfte der Betroffenen gibt Gefühlsstörungen im Areal an, etwa Allodynie, Hypästhesie oder Parästhesie. Bei einzelnen Erkrankten treten mehrere Areale mit den genannten Schmerzcharakteristika auf.

## Diagnose
Der Münzkopfschmerz wird gemäß den nachfolgenden Kriterien diagnostiziert. Der Betroffene sollte von einem Neurologen klinisch untersucht worden sein und eine Bildgebung des Kopfes erhalten haben, um Kopfschmerzen anderer Ursache auszuschließen.
Diagnostische Kriterien gemäß der  Internationalen Klassifikation von Kopfschmerzerkrankungen (ICHD-3)
- A) Kontinuierlich vorhandener oder intermittierender Kopfschmerz, der Kriterium B erfüllt
- B) Der Kopfschmerz wird ausschließlich an einer bestimmten Stelle der Kopfhaut wahrgenommen und weist alle der 4 folgenden Merkmale auf:

1. scharf umrissen
2. konstante Größe und Form
3. rund oder elliptisch
4. 1 bis 6 cm Durchmesser

- C) Nicht besser erklärt durch eine andere ICHD-3-Diagnose

## Behandlung
Sollte eine symptomatische, d. h. schmerzlindernde, Therapie notwendig sein, so können verschiedene Wirkstoffgruppen zur Anwendung kommen, darunter Carbamazepin und Gabapentin, trizyklische Antidepressiva wie Amitriptylin oder Nortriptylin, sowie Botulinumtoxin. Kontrollierte Studien zur Wirksamkeit verschiedener Wirkstoffe beim Münzkopfschmerz liegen nicht vor.